# Hättmurkla
Hättmurkla (Mitrophora semilibera) är en svampart som först beskrevs av Augustin Pyrame de Candolle, och fick sitt nu gällande namn av Joseph-Henri Léveillé 1846. Mitrophora semilibera ingår i släktet Mitrophora och familjen Morchellaceae.   Inga underarter finns listade i Catalogue of Life.
I den svenska databasen Dyntaxa används istället namnet Morchella semilibera för samma taxon.  Arten är reproducerande i Sverige.

## Bildgalleri

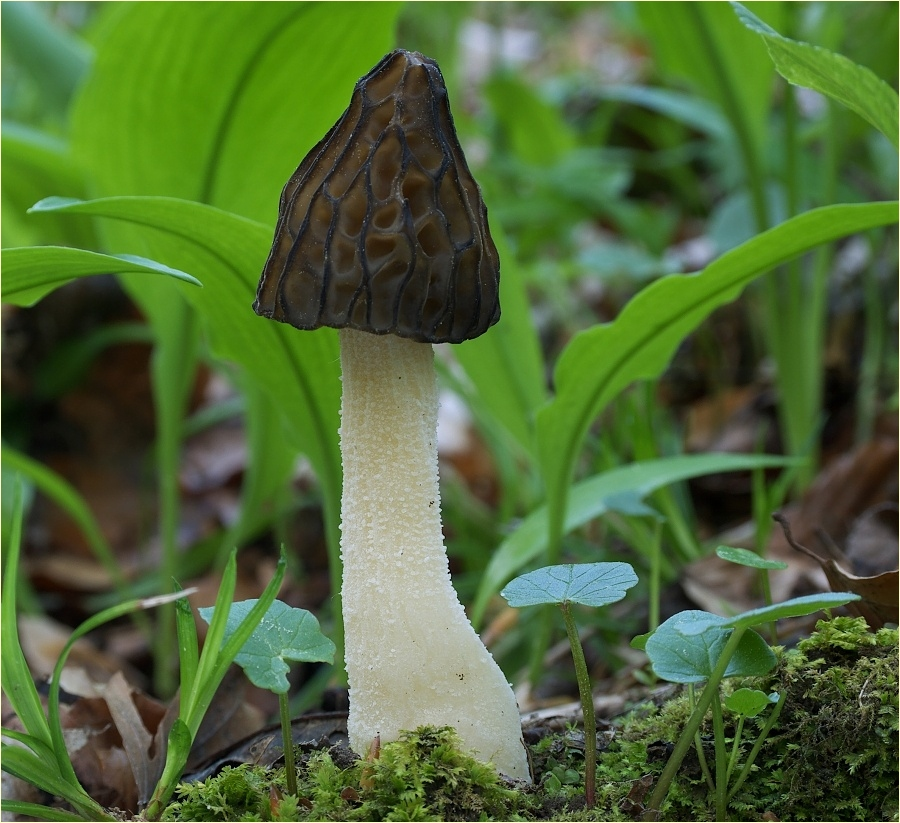
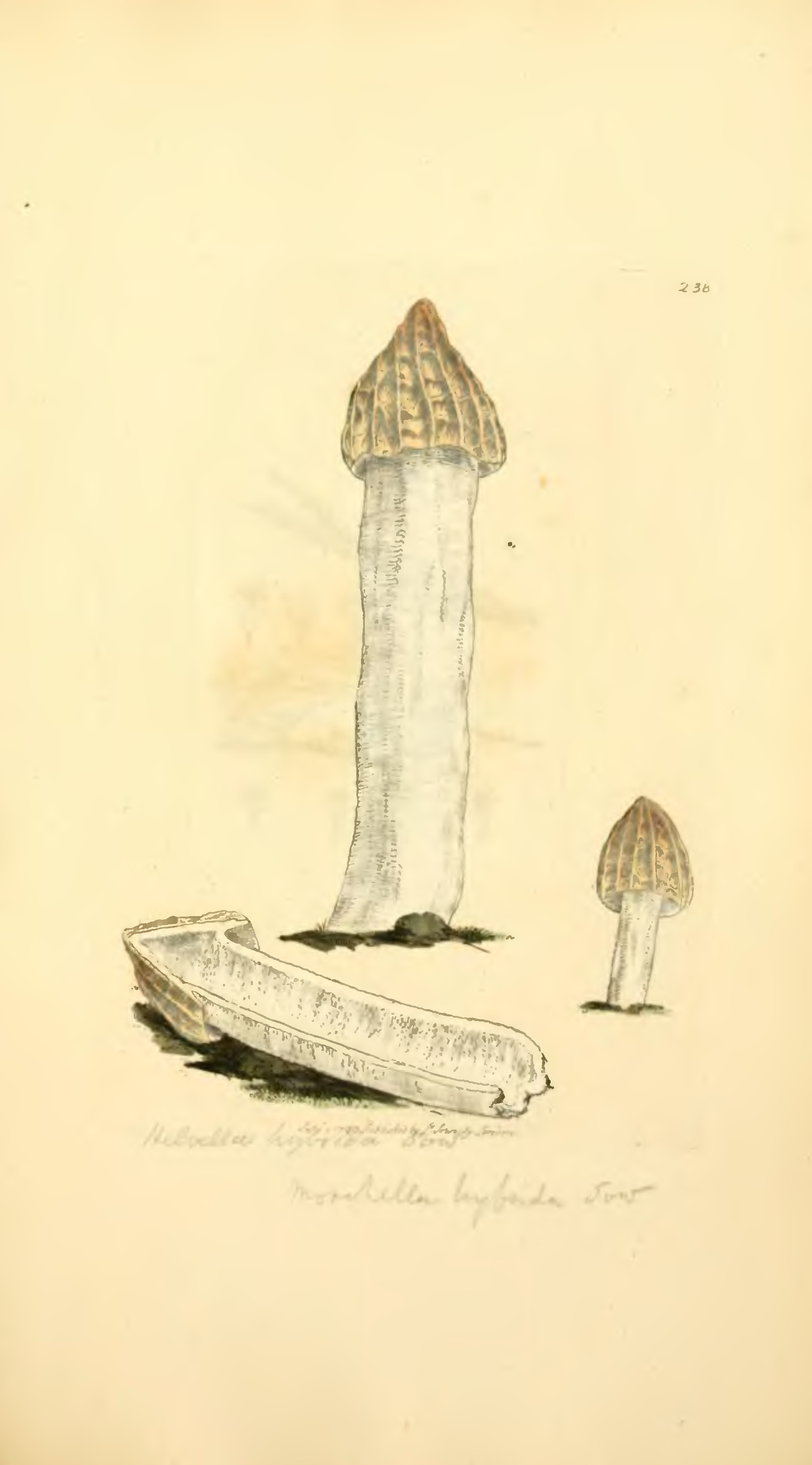
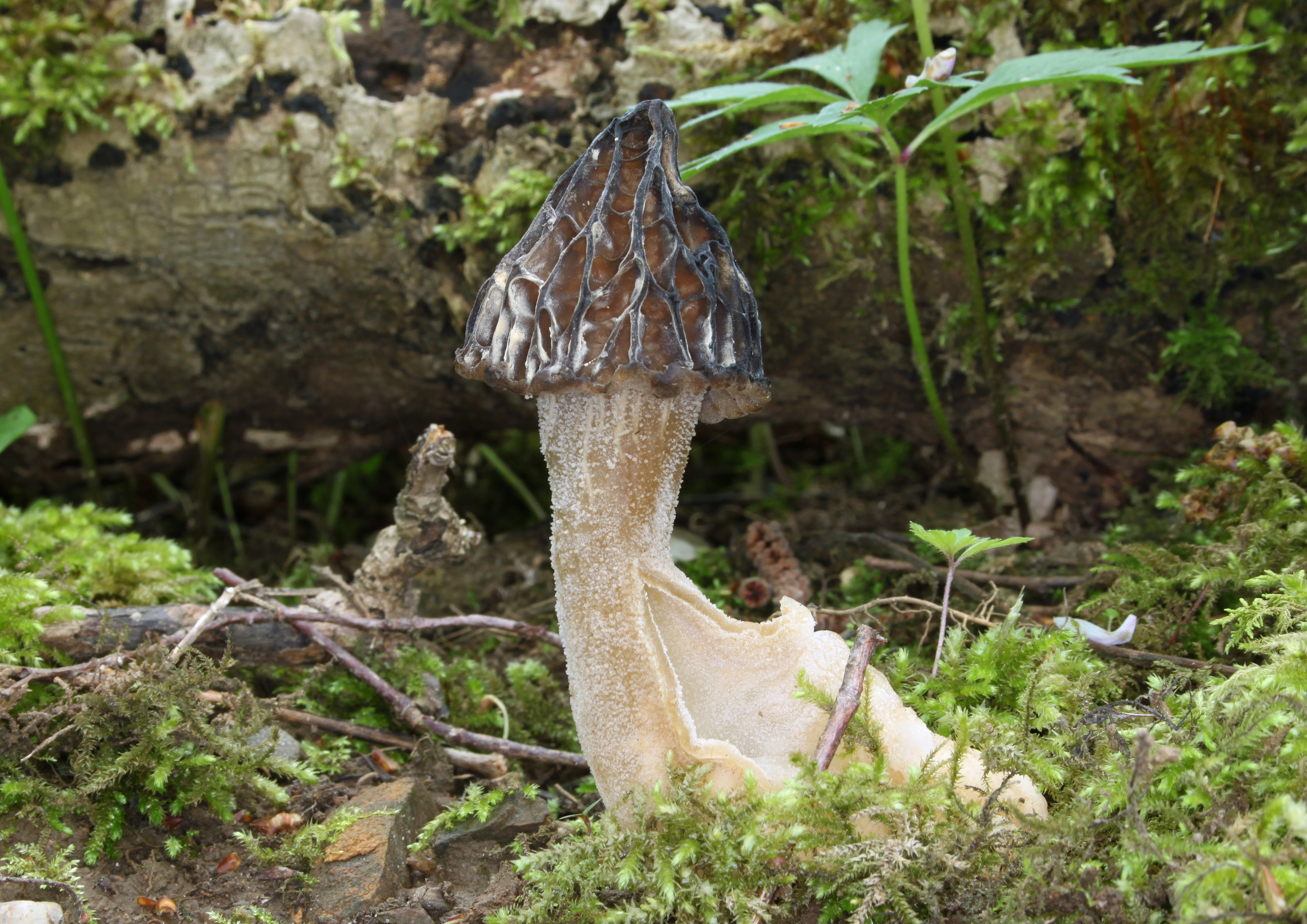
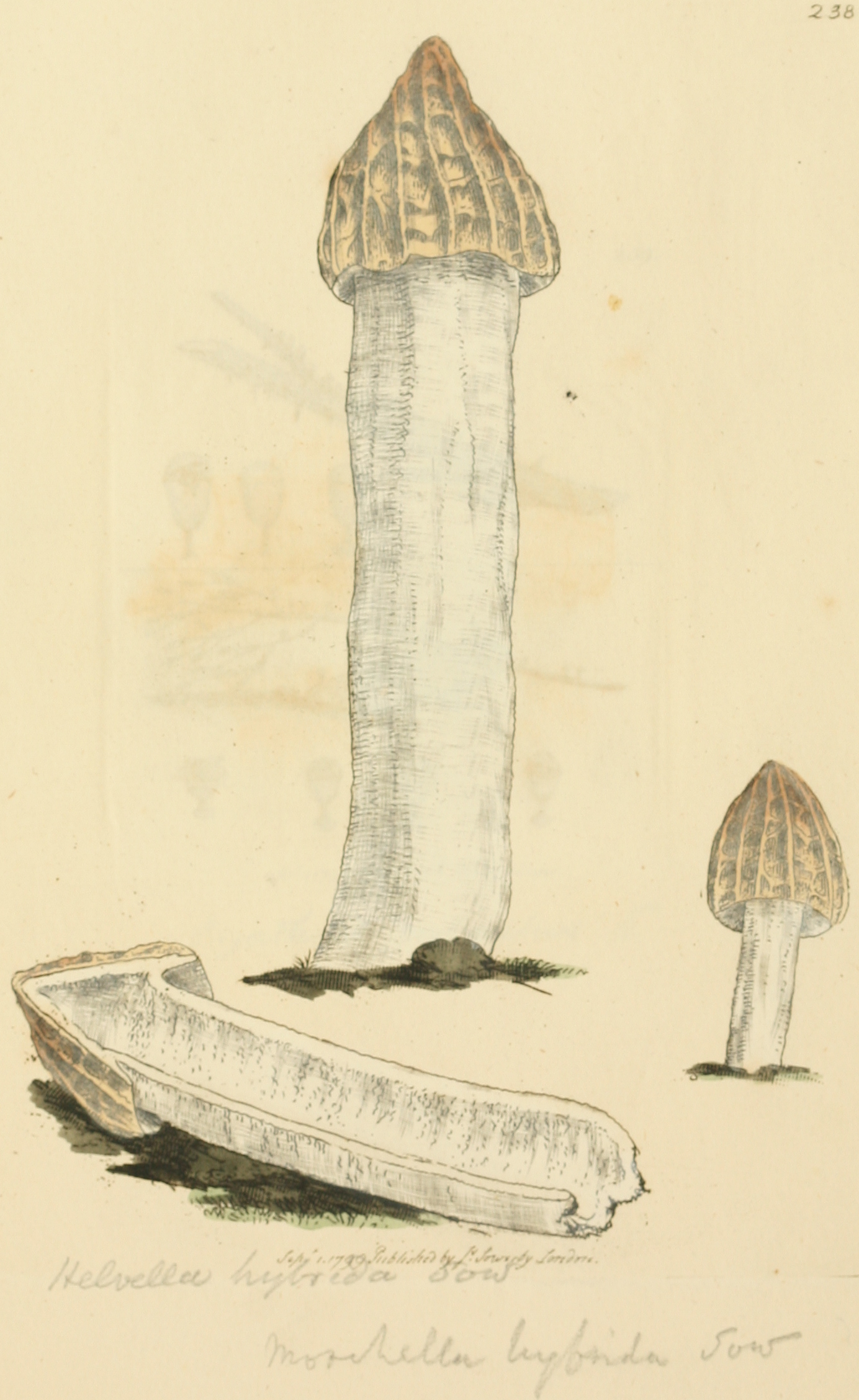